# Justino Orona Madrigal
Justino Orona Madrigal (Atoyac, Jalisco, 14 de abril de 1877 - Cuquío, Jalisco, 1 de julio de 1928) fue un párroco, mártir mexicano durante la Guerra Cristera y santo de la Iglesia Católica junto con Atilano Cruz.

## Biografía
Nació el 14 de abril de 1877 en el municipio de Atoyac, en Jalisco, México, en una familia sumida en la pobreza, pero logró salir adelante haciendo sus primeros estudios en Zapotlán y muy pronto manifestó su inclinación por la vida clerical. Sin embargo, su familia se opuso porque contaban con su mano de obra para obtener recursos, finalmente pudo ingresar al Seminario de Guadalajara en octubre de 1894.
Las limitaciones materiales cribaron su adolescencia, carecía de recursos para adquirir los libros de texto, razón por la cual debió cursar muchas asignaturas tomando notas y usando los impresos de sus condiscípulos y sufrió muchas carencias en sus estudios, sin embargo destacó por ser un buen estudiante, estimado por compañeros y superiores.
El 7 de agosto de 1904 fue ordenado sacerdote por el Arzobispo de Guadalajara, José de Jesús Ortiz y Rodríguez, fue asignado a diferentes parroquias, entre ellas están las de Poncitlán, Encarnación de Díaz, Guadalajara, etc. Hasta que el 19 de octubre de 1916 se le dio el puesto en la Parroquia de Cuquío, con un especial encargo de atender la preceptoría del Seminario establecida en esa población. 
Destacó como un sacerdote ejemplar, ejerció su apostolado en un medio difícil por el anticlericalismo y la indiferencia religiosa. En su parroquia de Cuquío, fundó una congregación religiosa para atender a las niñas huérfanas y pobres, la Congregación Religiosa de las Hermanas Clarisas del Sagrado Corazón.

En 1928, cuando la persecución de la Guerra Cristera avanzó, decidió refugiarse con los suyos. En una noche planeó todo para refugiarse, después de planear todo con su vicario y compañero de martirio, el padre Atilano Cruz, al ver que su especial actividad pastoral entrañaba incontables peligros, ambos sacerdotes decidieron refugiarse en una casa de rancho llamada Las Cruces, la cual estaba cerca de Cuquío.

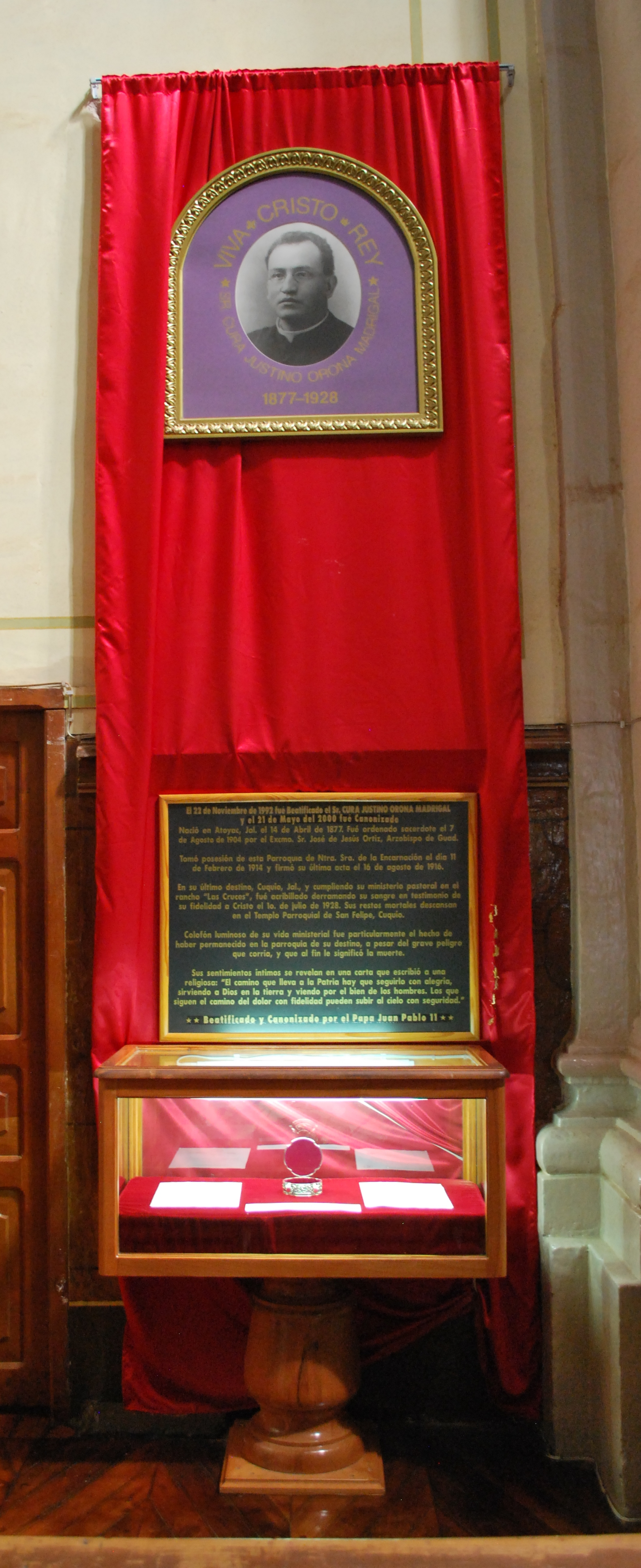
Reliquia de Justino Orona Madrigal en la Parroquia de Encarnación de Díaz.

En la madrugada del 1 de julio de 1928, las fuerzas federales y el presidente municipal de Cuquío interrumpieron violentamente en el rancho y golpearon la puerta donde dormían el párroco y su vicario. Justino y su hermano llamado José María Orona abrieron y con fuerte voz saludaron a los verdugos. La respuesta fue una lluvia de balas, así Justino, José María y Altiano fallecieron juntos. Actualmente sus restos descansan en el Templo Parroquial de San Felipe de Cuquío.

## Beatificación y canonización
Fue beatificado el 22 de noviembre de 1992 por el Papa Juan Pablo II junto con otros mártires mexicanos de la Guerra Cristera.
Fue canonizado el 21 de mayo de 2000 por el Papa Juan Pablo II junto con otros mártires mexicanos de la Guerra Cristera.